# 一伝無双流
一伝無双流（いちでんむそうりゅう）は、村松一有が開いた柔術の流派である。伝書では一伝無双之柔と書かれる。

## 歴史
龍野藩の藩校である敬楽館で学ばれた。

## 内容
使者取
気ノ移、天狗詰
無刀取
母衣付、引付
御意取
脇車、将鬼詰
通取
屏風倒、脇捫
白砂取
夢相切、立替
至極一足擬
立合
気之前、大修羅、小霞、色馳、母衣付、立替、三手ノ送、山於呂志、前落、気前車、高夢想、行違、屏風倒、天狗詰、弐人詰、用刀、手木、鴫羽落、手傳、跪前、鎖棒、松明、入身、早縄真草行、甲返、天ノ羽衣

## 系譜
- 村松一有
  - 池田十右衛門
    - 是川十左衛門
      - 衣笠文七
        - 水野三郎右衛門
          - 中田杢平

  - 大橋六郎右衛門
    - 山田常休
      - 山田常左衛門
        - 山田橘左衛門
          - 山田橘左衛門時且
            - 三田小一郎

    - 園田惣左衛門